# Nacionalidad histórica

Comunidades autónomas consideradas nacionalidades históricas en sus estatutos de autonomía:
Con Estatuto durante la Segunda República Española (3).
Sin Estatuto durante la República (5).
Resto de comunidades autónomas (9).Durante la Segunda República hubo múltiples anteproyectos autonómicos que no se llegaron a realizar debido a la coyuntura política y el estallido de la Guerra Civil.

Nacionalidad histórica, o simplemente nacionalidad, es un término recurrente en la política española usado para designar a aquellas comunidades autónomas que se declaran con una identidad colectiva, lingüística o cultural diferenciada del resto de España. Los estatutos de autonomía que utilizan dicha denominación en referencia a sus comunidades son los de Andalucía, Aragón, Baleares, Canarias, Cataluña, Comunidad Valenciana, Galicia y País Vasco. 

El uso de la denominación «nacionalidad histórica» no implica necesariamente un mayor grado de competencias para la comunidad autónoma en cuestión, aunque la Constitución española de 1978 en su artículo 2 distingue entre «las nacionalidades y regiones» que conforman España:
La Constitución se fundamenta en la indisoluble unidad de la Nación española, patria común e indivisible de todos los españoles, y reconoce y garantiza el derecho a la autonomía de las nacionalidades y regiones que la integran y la solidaridad entre todas ellas.
Hay otras comunidades que han elegido otro tipo de denominaciones, como las de «comunidad histórica» (el caso de Asturias, Cantabria y Castilla y León), «regiones históricas» o «identidades históricas». Estas denominaciones son equivalentes y no suponen ningún estatus legal diferenciado del resto. Todas atienden al artículo 143 capítulo Tercero, del Título VIII de la Constitución española, donde se recogen los criterios históricos necesarios para poder formar una autonomía:
En el ejercicio del derecho a la autonomía reconocido en el artículo 2 de la Constitución, las provincias limítrofes con características históricas, culturales y económicas comunes, los territorios insulares y las provincias con entidad regional histórica podrán acceder a su autogobierno y constituirse en Comunidades Autónomas con arreglo a lo previsto en este Título y en los respectivos Estatutos.
Todos los estatutos de autonomía españoles incluyen términos de historicidad debido a que se desarrollaron utilizando como vía el mencionado artículo. La excepción es el madrileño, que no incluye estos términos, ya que su Estatuto no se realizó con base en el mismo.

## Las «nacionalidades» en la Constitución de 1978

### «Nación» y «nacionalidad»
La mayoría de los ponentes de la Constitución interpretaron, durante el debate de esta en el Congreso de los Diputados, que, en su acepción histórica y cultural, el concepto «nacionalidad» recogido en la Constitución es sinónimo de «nación»:

El concepto de nación no se puede acuñar a voluntad; no basta una particularidad lingüística, étnica o administrativa; solo la suma de un gran territorio compacto, de tradición cultural común y con proyección universal; una viabilidad económica; una organización política global, probada por siglos de historia, solo eso constituye una nación. Y no es el momento de volver sobre el hecho indiscutible de que nación y nacionalidad es lo mismo. (Oponiéndose al uso del término en la Constitución por considerarlo equívoco y poder ser confundido con el de nación)
Manuel Fraga

Pero, centrándonos ya en el tema «nacionalidades», tengo que decir que nosotros no participamos del catastrofismo con que se enfoca en la enmienda que combatimos y en la inteligente intervención que el señor Silva ha hecho para defender su posición. Primero, nosotros hemos dicho en comisión, y lo afirmamos de nuevo aquí, que el término «nacionalidad» es un término sinónimo de nación, y por eso hemos hablado de España como nación de naciones.
Gregorio Peces-Barba

Nación de naciones es un concepto nuevo, es un concepto –se dice– que no figura en otros Estados o que no figura en otras realidades, quizá sí; pero es que, señores, ayer ya se decía que nosotros tendremos que innovar.
Y no es necesario; en los procesos de pura asimilación histórica no se trata de saber si los otros han resuelto de una o de otra manera sus propios problemas. Lo que estamos intentando es encontrar soluciones propias a los
problemas propios.
El ignorar que el problema de las nacionalidades ha mantenido en vilo la estabilidad democrática de las instituciones españolas, desde hace centenares de años, es un grave error.
Miquel Roca

Se define, en consecuencia, que España es una nación de naciones, y este es un término que no es extraño en nuestra reflexión política y teórica como han demostrado algunos historiadores. Me refiero al senador catalán Josep Benet, que ha escrito un sugestivo artículo sobre el tema, ni es un término que política y sociológicamente sea tampoco tan extraño.
Jordi Solé Tura

Sin embargo, la jurisprudencia del Tribunal Constitucional determina que, en su vertiente legal y política, el concepto de nación y nacionalidad no son sinónimos, declarando que la Carta Magna solo admite una nación, que es la nación española.

La nación que aquí importa es única y exclusivamente la nación en sentido jurídico-constitucional. Y en ese específico sentido la Constitución no conoce otra que la nación española, con cuya mención arranca su preámbulo, en la que la Constitución se fundamenta (art. 2 CE) y con la que se cualifica expresamente la soberanía que, ejercida por el pueblo español como su único titular reconocido (art. 1.2), se ha manifestado como voluntad constituyente en los preceptos positivos de la Constitución española [...]. En el contexto del Estado democrático instaurado por la Constitución, es obvio que, como tenemos reiterado, caben cuantas ideas quieran defenderse sin recurrir a la infracción de los procedimientos instaurados por el ordenamiento para la formación de la voluntad general expresada en las leyes (por todas, STC 48/2003, de 12 de marzo). Y cabe, en particular, la defensa de concepciones ideológicas que, basadas en un determinado entendimiento de la realidad social, cultural y política, pretendan para una determinada colectividad la condición de comunidad nacional, incluso como principio desde el que procurar la conformación de una voluntad constitucionalmente legitimada para, mediando la oportuna e inexcusable reforma de la Constitución, traducir ese entendimiento en una realidad jurídica. En tanto, sin embargo, ello no ocurra, las normas del ordenamiento no pueden desconocer ni inducir al equívoco en punto a la «indisoluble unidad de la nación española» proclamada en el art. 2 CE, pues en ningún caso pueden reclamar para sí otra legitimidad que la que resulta de la Constitución proclamada por la voluntad de esa nación, ni pueden tampoco, al amparo de una polisemia por completo irrelevante en el contexto jurídico-constitucional que para este tribunal es el único que debe atender, referir el término «nación» a otro sujeto que no sea el pueblo titular de la soberanía.
Sentencia 31/2010, de 28 de junio de 2010. Recurso de inconstitucionalidad 8045-2006. Interpuesto por noventa y nueve Diputados del Grupo Parlamentario Popular del Congreso en relación con diversos preceptos de la Ley Orgánica 6/2006, de 19 de julio, de reforma del Estatuto de Autonomía de Cataluña.

Esta sentencia dejó sin efectos jurídicos el fragmento del preámbulo del Estatuto de Cataluña de 2006 donde se definía Cataluña como nación.
Se puede precisar la significación de nacionalidad como una realidad social preexistente, que refuerza el carácter peculiar histórico-cultural de unos determinados territorios con una idiosincrasia fuertemente arraigada, en lo que se ha venido a denominar «hechos diferenciales», frente a otros que son región. Lo que sí es seguro es que el autorreconocimiento de nacionalidad frente al de región comporta una relevancia de carácter político, sin otorgarle privilegios jurídicos, lo que significa que nunca podría ser el criterio para reflejar posibles diferencias organizativas, competenciales o de participación en las decisiones del Estado y compartiendo ambos términos su pertenencia a la nación española y su carencia de potestad soberana.

### El ordenamiento constitucional
La Constitución Española de 1978 reconoce la existencia de regiones y nacionalidades, y les concede la autonomía sin establecer diferencias administrativas entre ellas.

La Constitución se fundamenta en la indisoluble unidad de la Nación española, patria común e indivisible de todos los españoles, y reconoce y garantiza el derecho a la autonomía de las nacionalidades y regiones que la integran y la solidaridad entre todas ellas.
Constitución española de 1978#GGC11C

No pueden ser consideradas iguales (aun a pesar de determinados enfoques ideológicos) las comunidades autónomas históricas y las comunidades con nacionalidad histórica, que son aquellas que obtuvieron su autonomía por el artículo 151 de la Constitución Española de 1978 («vía rápida»), dado que ya habían iniciado un proceso de constitución en la II República: Galicia, País Vasco y Cataluña, las cuales   se constituyeron en comunidades autónomas con un alto nivel de competencias siguiendo el procedimiento rápido regulado en dicho precepto constitucional. El resto de las comunidades autónomas (exceptuando a Navarra, que lo hizo por un camino particular de acuerdo a su régimen foral y Andalucía vía referéndum artículo 151) se constituyeron por el procedimiento señalado por el artículo 143 de la Constitución («vía lenta»), que les impone la limitación temporal de 5 años para poder reformar sus Estatutos y ampliar las competencias asumidas.

Los territorios que en el pasado hubiesen plebiscitado afirmativamente proyectos de Estatuto de Autonomía y cuenten, al tiempo de promulgarse esta Constitución, con regímenes provisionales de autonomía, podrán proceder inmediatamente en la forma que se prevé en el apartado 2 del artículo 148, cuando así lo acordaren, por mayoría absoluta, sus órganos preautonómicos colegiados superiores, comunicándolo al Gobierno. El proyecto de Estatuto será elaborado de acuerdo con lo establecido en el artículo 151, número 2, a convocatoria del órgano colegiado preautonómico.
Constitución española de 1978#GGC11C

El artículo 151 de la Constitución Española permitía el acceso a la autonomía de aquellas regiones que en el pasado hubieran votado algún proyecto de Estatuto de Autonomía y en el momento de promulgarse la Constitución tuvieran regímenes preautonómicos:
En los casos de Aragón (en 1936) y la actual Comunidad Valenciana (en 1937) se establecieron Gobiernos regionales autónomos en un contexto «revolucionario», durante la guerra civil, pero no existe consenso como para ser considerados precedentes legales. El caso de Aragón es singular. Se organiza el Congreso pro Autonomía de Aragón (similar, por cierto, al que ya impulsara en 1921 Gaspar Torrente en Barcelona, del que salió la aprobación de unas Bases del Estatuto de Autonomía). En Caspe, se elige una comisión encargada de redactar un Estatuto de Autonomía que se ultimaría en junio de 1936 y que se iba a presentar y debatir en el Congreso de los Diputados, frenado al estallar la guerra civil.
Estas nacionalidades no tuvieron más límite que el del artículo 149 de la Constitución para la atribución de competencias políticas y administrativas desde un primer momento, mientras que el resto de las comunidades tuvieron que esperar un período de cinco años a partir de la aprobación de su Estatuto de Autonomía. Este plazo constitucional fue evadido, en los casos de Canarias y Valencia con leyes orgánicas fundamentadas en el artículo 150 de la Constitución Española, consideradas por la mayoría de la doctrina como de más que dudosa constitucionalidad. Este hecho ha dado lugar a que se denominen Estatutos o autonomías de «vía rápida» o de «vía lenta», refiriéndose respectivamente a los ya mencionados artículos 151 y 143. En el caso de la Comunidad Valenciana, aunque accedió a la autonomía por el artículo 143, es decir, por la «vía lenta», se le equiparó competencialmente a las nacionalidades históricas con la aprobación, el mismo día que se aprobó su Estatuto, de una ley específica para tal fin.

### La extensión del concepto de «nacionalidad»

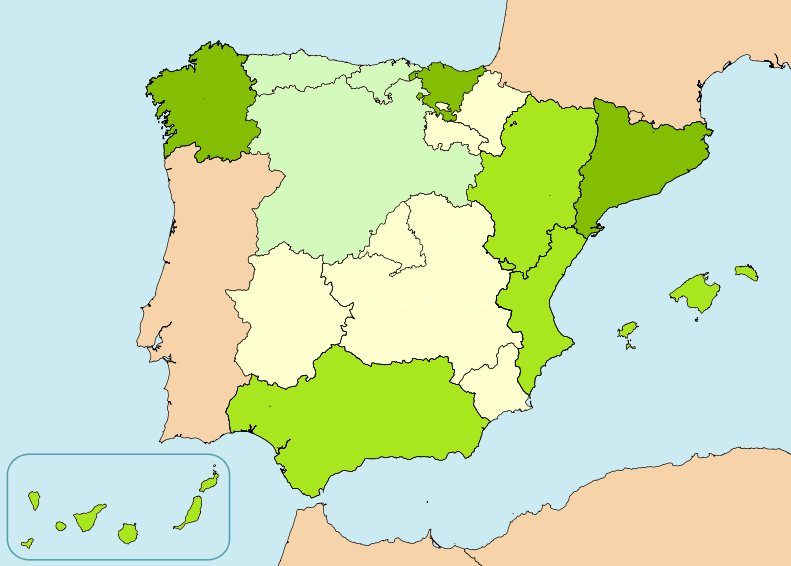
Asturias, Castilla y León y Cantabria son referidas como «comunidades históricas».

Con la nueva etapa de reformas estatutarias iniciada con el Plan Ibarretxe en 2003, el concepto de nacionalidad se basa en motivaciones histórico-culturales en vez de motivaciones legalistas, puesto que comunidades como la Comunidad Valenciana, Aragón, las Islas Baleares o Canarias incluyeron en los proyectos de reforma de sus respectivos Estatutos el reconocimiento como nacionalidad, a pesar de no haber dispuesto anteriormente de autonomía durante la Segunda República Española.
Así, en el año 2006 se reformó el Estatuto de Autonomía Valenciano, con nuevas competencias, y en el que se declaró a la Comunidad Valenciana como nacionalidad histórica en el primer artículo.
Otras comunidades autónomas no han accedido al nivel de competencias de las nacionalidades históricas anteriormente mencionadas, aunque existen diversos partidos políticos y colectivos que reivindican este calificativo para estas comunidades junto a la igualación en el nivel de competencias. Tal es el caso de Asturias.
Otro caso reconocido en la Constitución es el reconocimiento de regiones diferenciadas históricamente, al mismo nivel que las nacionalidades citadas. Tal es el caso de Navarra, constituida como «comunidad foral» y que posee un mayor grado de autonomía que el resto de las comunidades autónomas, en virtud de los derechos históricos reconocidos a los territorios forales en la disposición adicional primera de la carta magna, siendo también distinto al resto de las comunidades su proceso de constitución.
Las comunidades autónomas que incluyen en su Estatuto de Autonomía un autorreconocimiento como «nacionalidad» o «nacionalidad histórica», y que por tanto son legalmente reconocidas como tales, son Andalucía (1981 y 2007), Aragón (1996 y 2007), Islas Baleares (1983 y 2007), Canarias (1996 y 2018), Cataluña (1979 y 2006), Comunidad Valenciana (2006), Galicia (1981) y País Vasco (1979). Mientras que Asturias, Cantabria y Castilla y León son autodenominadas por sus respectivos Estatutos de Autonomía como «comunidades históricas», el resto excepto Madrid utilizan las denominaciones de «regiones históricas» o «identidades históricas». Todas estas terminologías son equivalentes desde el punto de vista legal.